# De 1 a 5
De 1 a 5 fue un programa de televisión argentino emitido por la señal de cable C5N, desde el 3 de septiembre de 2012 hasta el 1 de julio de 2016, de lunes a viernes a la madrugada, primero con la conducción de Nicolás Gutiérrez Magaldi (hasta noviembre de 2013) y Jimena Grandinetti (hasta julio de 2014), luego Hernán Lirio (desde diciembre de 2013) y Abigail Lassalle (desde agosto de 2014) que acompañaron a conducir el programa hasta junio de 2016.
El programa presentaba varias secciones, de 1 a 1:30 el conductor Hernán Lirio, hacía entrevistas a personajes famosos en una entrevista mano a mano, luego de 1:30 a 5 el mismo conductor (junto a Abigail Lassalle) charla de temas de diversa índole con diferentes invitados del ámbito artístico.
Los mismos conductores definen al programa como «muy interactivo» dado que los espectadores pueden interactuar con ellos a través de las redes sociales como Facebook y Twitter, cada noche proponen interactuar con su público vía Twitter con un HashTag diferente, logrando ser TT (Trending Topic) durante todas las madrugadas.
Además existe la sección musical del programa donde tocan músicos de distintos géneros de música desde el rock hasta la cumbia, dando lugar tanto a artistas nuevos como hasta los más consagrados, como Álex Ubago, Los Totora, Celeste Carballo y Javier Calamaro.

## Premios y nominaciones
| Año  | Ceremonia              | Resultado | Premio                            |
| ---- | ---------------------- | --------- | --------------------------------- |
| 2015 | Martín Fierro de Cable | Nominado  | Mejor programa de interés general |